# AK-101
AK-101은 미하일 칼라시니코프에 의해 설계된 돌격소총이다. AK-101은 5.56 x 45 mm NATO 탄을 사용하며, 수출을 목적으로 만들어졌다. AK-101은 AK-74와 많은 부분이 유사하고, 플라스틱과 복합 재료를 사용하여 중량을 줄이고 정확도를 향상시켰다. 인도네시아, 케냐, 말레이시아, 러시아, 싱가포르 특수부대 등에서 사용 중이다. 기존의 AK 계열의 소총들과는 달리 GP-25 유탄발사기 뿐만 아니라 야간 조준경, 1.5~4배율 도트 사이트등을 장착할 수 있게 되었다.

## 같이 보기
- AK-103, AK-107, AK-102
- AK-47, AK-74
- AKM